# 바이널헤이븐

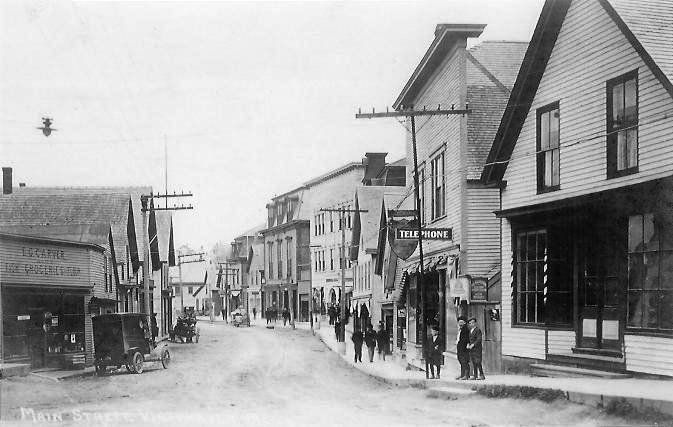

바이널헤이븐(Vinalhaven)은 미국 메인주 녹스군의 2개의 폭스섬들 중 큰 섬의 타운이다. 바이널헤이븐은 섬 그 자체를 의미하기도 한다. 인구 수는 2020년 미국 인구 조사 기준으로 1,279명이다. 번성한 로브스터 어업의 본고장이다. 섬에 다리는 없기 때문에 바이널헤이븐은 주로 록랜드에서 접근이 가능하며 웨스트페놉스콧베이를 경유하여 페리를 타면 약 75분 소요되며 녹스카운티지역공항으로부터 에어택시를 이용할 수도 있다.

## 인구
| 인구조사              | 인구  | Note | %±     |
| --------------------- | ----- | ---- | ------ |
| 1790년                | 578   |      | —      |
| 1800년                | 858   |      | 48.4%  |
| 1810년                | 1,052 |      | 22.6%  |
| 1820년                | 1,308 |      | 24.3%  |
| 1830년                | 1,794 |      | 37.2%  |
| 1840년                | 1,950 |      | 8.7%   |
| 1850년                | 1,252 |      | −35.8% |
| 1860년                | 1,667 |      | 33.1%  |
| 1870년                | 1,851 |      | 11.0%  |
| 1880년                | 2,855 |      | 54.2%  |
| 1890년                | 2,617 |      | −8.3%  |
| 1900년                | 2,358 |      | −9.9%  |
| 1910년                | 2,344 |      | −0.6%  |
| 1920년                | 1,965 |      | −16.2% |
| 1930년                | 1,843 |      | −6.2%  |
| 1940년                | 1,629 |      | −11.6% |
| 1950년                | 1,427 |      | −12.4% |
| 1960년                | 1,273 |      | −10.8% |
| 1970년                | 1,135 |      | −10.8% |
| 1980년                | 1,211 |      | 6.7%   |
| 1990년                | 1,072 |      | −11.5% |
| 2000년                | 1,235 |      | 15.2%  |
| 2010년                | 1,165 |      | −5.7%  |
| 2020년                | 1,279 |      | 9.8%   |
| U.S. Decennial Census |       |      |        |